# Metropolitansko mesto Messina
Metropolitansko mesto Messina (italijansko Città metropolitana di Messina) je metropolitansko mesto na Siciliji v Italiji. Njegovo glavno mesto je Messina. Nadomestila je pokrajino Messina in zajema mesto Messina in drugih 107 občin (comuni). Po podatkih Eurostata leta 2014 je FUA je mesto Messina imelo 277.584 prebivalcev, metropolitansko mesto pa 608.577 na površini 3266,12 km².
Bližnji arhipelag Eolskih otokov je tudi upravno del Metropolitanskega mesta Messina.
Območje Messine je med najbogatejšimi na otoku in vključuje dva najpomembnejša turistična kraja na Siciliji, Taormino in Eolske otoke (Alicudi, Filicudi, Lipari, Panarea, Salina, Stromboli in Vulcano): otoki sestavljajo občino Lipari, z izjemo otoka Saline, ki je upravno razdeljen na tri občine.

## Zgodovina
Prvič je bilo ustanovljeno z reformo lokalnih oblasti (zakon 142/1990), nato pa z regionalnim zakonom 15. avgusta 2015.

## Geografija
Metropolitansko mesto meji na metropolitansko mesto Palermo (nekdanja pokrajina Palermo), metropolitansko mesto Catania (nekdanja pokrajino Catania) in pokrajino Enna. Del njenega ozemlja vključuje metropolitansko območje Mesinskega preliva, ki si ga deli Reggio di Calabria.
Obliva ga Tirensko morje na severu in Jonsko morje na vzhodu, ločeno je od Kalabrije z Mesinskim prelivom. S svojimi 108 občinami je prva teritorialna razdelitev pred drugimi svobodnimi občinami in sicilskimi metropolitanskimi mesti, v njej pa je pomemben rezervat biosfere in kulturna dediščina, Eolski otoki, ki so od leta 2000 na Unescovem seznamu svetovne dediščine.
- Isola Bella, Taormina
- Kanjo reke Alcantara
- Rocca di Novara (1340 m) iz Fondachelli-Fantina
- Svetišče Tindari
- Megaliti Argimusco, Montalbano-Elicona

### Občine
- Acquedolci
- Alcara li Fusi
- Alì
- Alì Terme
- Antillo
- Barcellona Pozzo di Gotto
- Basicò
- Brolo
- Capizzi
- Capo d'Orlando
- Capri Leone
- Caronia
- Casalvecchio Siculo
- Castel di Lucio
- Castell'Umberto
- Castelmola
- Castroreale
- Cesarò
- Condrò
- Falcone
- Ficarra
- Fiumedinisi
- Floresta
- Fondachelli-Fantina
- Forza d'Agrò
- Francavilla di Sicilia
- Frazzanò
- Furci Siculo
- Furnari
- Gaggi, Sicily|Gaggi
- Galati Mamertino
- Gallodoro
- Giardini Naxos
- Gioiosa Marea
- Graniti
- Gualtieri Sicaminò
- Itala
- Leni
- Letojanni
- Librizzi
- Limina
- Lipari
- Longi
- Malfa
- Malvagna
- Mandanici
- Mazzarrà Sant'Andrea
- Merì
- Messina
- Milazzo
- Militello Rosmarino
- Mirto
- Mistretta
- Mojo Alcantara
- Monforte San Giorgio
- Mongiuffi Melia
- Montagnareale
- Montalbano Elicona
- Motta Camastra
- Motta d'Affermo
- Naso
- Nizza di Sicilia
- Novara di Sicilia
- Oliveri
- Pace del Mela
- Pagliara
- Patti
- Pettineo
- Piraino
- Raccuja
- Reitano
- Roccafiorita
- Roccalumera
- Roccavaldina
- Roccella Valdemone
- Rodì Milici
- Rometta
- San Filippo del Mela
- San Fratello
- San Marco d'Alunzio
- San Pier Niceto
- San Piero Patti
- San Salvatore di Fitalia
- Santa Domenica Vittoria
- Sant'Agata di Militello
- Sant'Alessio Siculo
- Santa Lucia del Mela
- Santa Marina Salina
- Sant'Angelo di Brolo
- Santa Teresa di Riva
- San Teodoro
- Santo Stefano di Camastra
- Saponara
- Savoca
- Scaletta Zanclea
- Sinagra
- Spadafora
- Taormina
- Terme Vigliatore
- Torregrotta
- Torrenova
- Tortorici
- Tripi
- Tusa
- Ucria
- Valdina
- Venetico
- Villafranca Tirrena